# Otero de Herreros
Otero de Herreros település Spanyolországban, Segovia tartományban. Otero de Herreros Segovia, Ortigosa del Monte, El Espinar, Vegas de Matute és Valdeprados községekkel határos. Lakosainak száma 966 fő (2024).

## Népesség
A település népessége az elmúlt években az alábbi módon változott:
| Lakosok száma | 864  | 873  | 938  | 1009 | 997  | 982  | 975  | 959  | 962  | 966  |
|               | 2001 | 2004 | 2007 | 2009 | 2012 | 2014 | 2017 | 2019 | 2022 | 2024 |